# Geschichten aus der Gruft (1971)
Geschichten aus der Gruft (OT: Tales from the Crypt) ist ein 1971 entstandener, britischer Horror-Episodenfilm von Freddie Francis. In den Hauptrollen sind Sir Ralph Richardson, Ian Hendry, Peter Cushing, Joan Collins, Richard Greene und Nigel Patrick zu sehen. Den einzelnen Episoden lagen Kurzgeschichten aus den Händen von Al Feldstein, Johnny Craig, William M. Gaines, Graham Ingels und George Evans zugrunde.

## Handlung
Prolog
Während einer Besichtigungstour durch uralte Katakomben werden fünf Personen – Joanne Clayton, Carl Maitland, James Elliot, Ralph Jason und der Major William Rogers – von ihrer Gruppe getrennt. Auf der Suche nach einem Ausgang treffen sie auf den Hüter der Krypta, der ihnen eröffnet, dass jeder von ihnen demnächst sterben wird. Dann beginnen die einzelnen Geschichten, in deren Mittelpunkt jeweils eine der in der Krypta verloren gegangenen Touristen steht.
Stille Nacht, blutige Nacht (Original: ...And All Through the House)
Weihnachten steht vor der Tür, und Joanne Clayton hat alles für den Festtag vorbereitet … für den perfekten Mord an ihrem Ehemann mitten in der Heiligen Nacht. Die ruchlose Lady hat es auf die fette Lebensversicherung ihres ungeliebten und deutlich älteren Gatten abgesehen. Doch nicht nur Santa Claus streicht ums Haus der schwarzen Witwe, sondern auch ein psychopathischer Serienmörder im Weihnachtsmannkostüm, der es wiederum auf Joannes wertloses Leben abgesehen hat. Joanne befindet sich in einer schrecklichen Zwickmühle: Sie sieht den Irren vor der Haustür und kann doch nicht die Polizei verständigen, da sie daheim unter dem geschmückten Tannenbaum selbst eine Leiche liegen hat, die sich so schnell nicht verstecken lässt. Joanne steht enorm unter Zeitdruck: sie versucht die Leiche zu beseitigen und den Tatort zu säubern, um dann endlich die Polizei anzurufen. Als in der Zwischenzeit ihre kleine Tochter Carol den Weihnachtsmann vor der Tür herumschleichen sieht, öffnet sie diesem freudestrahlend die Haustür, und das Unglück nimmt seinen Lauf. Kaum im Haus, beginnt der unheimliche Mörder Joanne zu erwürgen …
Spiegelbild des Todes (Original: Reflection of Death)
Carl Maitland hat seine Familie verlassen, um mit der jungen Susan Blake ein neues Leben zu beginnen. Während einer gemeinsamen Autofahrt kommt es zu einem schweren Unfall. Als er im Autowrack wieder aufwacht, wird sein Leben zu einem Alptraum zwischen Schein und Sein. Carl versucht per Anhalter nach Hause zu gelangen. Jedem, dem er fortan begegnet, sieht ihn mit großem Schrecken an. Wieder daheim, muss Maitland erkennen, dass sich derweil die verlassene Gattin mit einem anderen Mann vergnügt. Carl klopft an die Haustür, doch nachdem die Gattin selbige geöffnet hat, erschrickt sie sich bei seinem Anblick zu Tod, schreit und schlägt ihm die Tür vor der Nase zu. Wenig später muss Maitland feststellen, dass seine Geliebte Susan durch den Unfall erblindet ist. Sie teilt ihm mit, dass Carl bereits vor zwei Jahren beim Unfall ums Leben gekommen sei. Offensichtlich ist Carl nur noch ein schrecklich verunstalteter Geist, der in einer Zwischenwelt umherspukt. Als eine Tischplatte sein Gesicht widerspiegelt, erkennt Maitland ein halb verrottetes, schrecklich entstelltes Wesen, mehr Leiche als Mensch. Von seiner eigenen Erscheinung zutiefst entsetzt, stößt er einen gellenden Schrei aus. Dadurch wacht er auf und stellt fest, dass alles nur ein grässlicher Traum war. In diesem Moment aber geschieht der fürchterliche Autounfall …
Poetische Gerechtigkeit (Original: Poetic Justice)
Der alte Arthur Grimsdyke, ein verwitweter Müllmann, ist die Güte in Person, der niemandem Böses will. Er besitzt eine Reihe von Hunden und kümmert sich mit Hingabe um die in der Nachbarschaft wohnenden Kinder der Anderen. Das absolute Gegenteil von ihm sind Vater und Sohn Elliot, zwei überhebliche Snobs, die alles hassen, was mit Mr. Grimdyke zusammenhängt. Edward Elliott ist recht wohlhabend und sein Sohn James ein ekelhafter, arroganter Schnösel, der den alten Grimdyke ohne Grund verabscheut. Beide sehen auf den Hobbybastler von Spielzeug herab und halten ihn mit der Attitüde von Upper-Class-Schnösel für einen Schandfleck in dieser Gegend. Die Elliots versuchen regelrecht, den älteren Herrn aus der Gegend wegzumobben, doch Grimsdyke will sein Haus nicht verkaufen, hängen doch viele Erinnerungen an die gemeinsamen glücklichen Jahre mit seiner verstorbenen Ehefrau daran.
Die Elliots wollen nun härtere Maßnahmen ergreifen, ruinieren systematisch den guten Ruf des freundlichen Herrn, indem sie den Eltern der Nachbarskinder weismachen wollen, der alte Mann könnte ein Kinderschänder sein, entziehen Grimsdyke seine geliebten Hunde und treiben ihn schließlich mit Drohbriefen ausgerechnet am Valentinstag in den Selbstmord. Doch diese Untat bleibt nicht ungesühnt, und am nächsten Valentinstag erwartet James Elliot ein grässlicher Gruß aus dem Jenseits in Gestalt von Mr. Grimsdyke, der als zombiegleicher Wiedergänger blutige Rache an dem jungen Widerling nimmt. Am darauf folgenden Morgen entdeckt Edward Elliot seinen toten Sohn, an dessen Seite sich eine poetische Notiz befindet: “Schönen Valentinstag. Du warst gemein und grausam von Anbeginn, nun hast du wirklich kein…” Edward faltet die Notiz zu Ende auf und sieht mit Schrecken das noch immer pochende, aus James’ Körper herausgerissene Herz, das zugleich das letzte Wort des Valentingrußes aus dem Jenseits ist.
Drei Wünsche (Original: Wish You Were Here)
Der Geschäftsmann Ralph Jason hat bei seinen Unternehmungen wenig Fortüne. Er steht bereits kurz vor dem finanziellen Ruin. Seine Frau Enid entdeckt eines Tages eine chinesische Statuette, die jedem drei Wünsche erfüllt, der sie besitzt. Enid entscheidet sich, angesichts der finanziell klammen Situation, zunächst für ein großes Vermögen als ersten Wunsch – und siehe da: der Wunsch wird wahr. Als aber Ehemann Ralph zum Büro eines Anwalts fährt stirbt er mutmaßlich bei einem Autounfall. Der Anwalt macht Enid jedoch klar, dass sie dennoch das geweissagte Vermögen wird in Empfang nehmen können, denn dieses Vermögen ergebe sich aus der Lebensversicherung ihres Mannes, deren Prämie jetzt, nach dem Tod Ralphs, an sie ausgezahlt werden könne. So hatte sich Enid das aber nicht gedacht, und so wünscht sie sich mit dem zweiten Wunsch, dass ihr Ralph nicht durch diesen Autounfall ums Leben kommen sollte. Auch dieser Wunsch wird erfüllt, doch bleibt Ralph tot, denn es stellt sich heraus, dass ihn nicht der Aufprall getötet hatte, sondern ein Herzinfarkt, der ihn unmittelbar zuvor ereilte. Dieser Herzanfall streckte ihn deshalb nieder, weil Ralph kurz zuvor im Rückspiegel die Fratze des skeletthaften Todes auf einem ihn verfolgenden Motorrad ausgemacht hatte. Und so geht nun auch Enids dritter Wunsch drauf: Diesmal wünscht sie sich, dass er für immer leben solle. Doch ihr Mann wurde einbalsamiert und würde somit nur noch als lebende Mumie durch Zeit und Raum wandeln. Um ihm dieses Schicksal zu ersparen, versucht Enid Jason Ralph aus purer Barmherzigkeit umzubringen. Doch genau dies hatte Enid mit ihrem letzten Wunsch unmöglich gemacht, und so ist Ralph Jason auf Ewigkeit in seinem schrecklichen Zustand gefangen.
Scharfer Durchgang (Original: Blind Alley)
Major William Rogers ist zum neuen Direktor einer Blindenanstalt, genannt „Blind Alley“, gerufen worden. Seine betagten und gebrechlichen Insassen sind überwiegend Männer, denen der hartherzige Offizier das Leben schwer macht. Um die Kosten niedrig und die Profite hoch zu halten, fährt er einen rigiden Sparkurs: Die Mahlzeiten werden auf das Nötigste beschränkt und die Zimmertemperaturen schön weit unten gehalten, während Rogers mit seinem Schäferhund Shane bei wärmendem Kaminfeuer und gutem Wein diniert und es sich auch sonst gut gehen lässt. Diesbezügliche Beschwerden, wie die vom Blindenheimbewohner George Carter werden vom Major geflissentlich ignoriert. Es kommt wie es kommen muss: Eines Tages stirbt einer der Bewohner an Unterkühlung. Zutiefst erbittert, tut sich George mit anderen Bewohnern zusammen, um einen ausgefeilten Racheplan zu entwerfen. Die Heimangestellten werden überwältigt und Major Rogers und sein Schäferhund Shane gefangen genommen und in unterschiedliche Räume im Keller eingesperrt, bis beide vollkommen ausgehungert sind. Was Herr und Tier zunächst nicht wissen, ist, dass beide Räume durch einen Irrgang schmaler Korridore miteinander verbunden sind. Diese Verbindungswege sind jedoch gespickt mit scharfen Rasierklingen. Als Rogers’ Tür nach einigen Tagen entriegelt wird, muss er in der Dunkelheit seinen Weg durch den rasierklingendurchzogenen Irrgang ertasten. In diesem Moment macht Carter von außen das Licht wieder an, damit Major sehen kann, was ihm so teuflische Schmerzen bereitet. Prompt stößt Major Rogers auf den gleichfalls ausgehungerten Shane, der in den vergangenen Tagen zur wilden Bestie mutiert ist. Der bedroht sein Herrchen, und der Anstaltsdirektor flieht durch den titelgebenden „scharfen Durchgang“ in seine Zelle zurück, erneut bei Dunkelheit, weil Carter in seiner Rachlust das Licht wieder ausgeschaltet hat. Zuletzt hört man nur noch die Schreie von Rogers, als sein eigener Hund über ihn herfällt.
Epilog
Nachdem die letzte Geschichte erzählt ist, teilt der Hüter der Krypta seinen perplexen Gästen wider Willen mit, dass diese Geschichten nicht eine Vorausschau dessen, was passieren wird, seien, sondern dass die geschilderten Ereignisse längst geschehen seien. Alle fünf Übeltäter seien bereits „ohne Reue“ gestorben. Das Tor zur Hölle öffnet sich und Joanna, Carl, James, Ralph und Major Rogers müssen hindurchgehen. „Und wer ist nun als Nächster dran?“ fragt der Hüter der Krypta kryptisch und wendet sich an das Kinopublikum: „Vielleicht Du?“ Dann schließt der Film, indem die Eingang zum Krypta-Versteck in ein höllisches Flammenmeer eintaucht.

## Produktionsnotizen
Geschichten aus der Gruft entstand ab dem 13. September 1971 und wurde am 8. März 1972 uraufgeführt. In Deutschland hatte der Film am 18. Januar 1973 Premiere. Infolge des großen Kassenerfolges gab es 1972 einen weiteren, entsprechenden Kino-Episodenfilm namens Vault of Horror, der in Deutschland unter dem Titel In der Schlinge des Teufels herausgebracht wurde.
Charles W. Fries übernahm die Herstellungsleitung. Tony Curtis entwarf die Filmbauten.
Das in diesem Omnibusfilm gezeigte Prinzip der Horrorepisoden war derart erfolgreich, dass man sich knapp zwei Jahrzehnte später dazu entschloss, unter demselben Titel damit in (Fernseh-)Serie zu gehen.

## Deutsche Fassungen
Es existieren zwei deutsche Synchronfassungen, die erste entstand bei der Berliner Synchron. Fritz A. Koeniger schrieb das Dialogbuch und Konrad Wagner führte Regie.
| Figur                     | Darsteller       | Deutscher Sprecher      | Deutscher Sprecher (2. Synchro) |
| ------------------------- | ---------------- | ----------------------- | ------------------------------- |
| Crypt Keeper              | Ralph Richardson | Konrad Wagner           | ?                               |
| Tourführer                | Geoffrey Bayldon | Kurt Waitzmann          | ?                               |
| Joanne Clayton            | Joan Collins     | Dinah Berger            | Ingrid Metz-Neun                |
| Carl Maitland             | Ian Hendry       | Friedrich W. Bauschulte | Renier Baaken                   |
| Susan Blake               | Angela Grant     | Almut Eggert            | ?                               |
| Arthur Edward Grimsdyke   | Peter Cushing    | Martin Rosen            | Josef Meinertzhagen             |
| James Elliot              | Robin Phillips   | Andreas Mannkopff       | ?                               |
| Edward Elliot, sein Vater | David Markham    | Jürgen Thormann         | ?                               |
| Ralph Jason               | Richard Greene   | Martin Hirthe           | Joachim Pukaß                   |
| Enid Jason, seine Frau    | Barbara Murray   | Bettina Schön           | ?                               |
| Charles Gregory           | Roy Dotrice      | F. G. Beckhaus          | ?                               |
| Sargträger                | Peter Thomas     | Joachim Kunzendorf      | ?                               |
| Major William Rogers      | Nigel Patrick    | Klaus Miedel            | Helmut Winkelmann               |
| George Carter             | Patrick Magee    | Martin Brandt           | ?                               |
| Greenwood                 | George Herbert   | Herbert Weißbach        | ?                               |
| Wärter                    | Tony Wall        | Joachim Kerzel          | ?                               |

## Kritiken
„Fünf Geschichten des Schreckens, die Täuschung, Verstümmelung und einige gut getimte Lacher enthalten. Nichtsdestotrotz  nichts besonderes.“

„Schwache Horrorepisoden nach den legendären E.C. Comics.“

„Leidlich makaberer Spaß.“

Auf filmtipps.at heißt es „Lange vor der TV-Serie und George Romeros CREEPSHOW haben sich die Hammer-Konkurrenten und Episodenhorrorfilm-Spezialisten von Amicus Bill Gaines' berühmte EC-Comics vorgenommen und die GESCHICHTEN AUS DER GRUFT mit Freddie Francis auf dem Regiestuhl und Peter Cushing im Staraufgebot erstmals auf die große Kinoleinwand gebracht. Fünf makabere Episoden (eine starke Eröffnung, zweimal nett und zweimal gut) mit gewohnt bitterbösen Schlusspointen werden zum Besten gegeben.“